# Operace Anthropoid (murál)
Operace Anthropoid je umělecké dílo, takzvaný mural, vytvořené v roce 2021 na severu Prahy blízko místa, kde během druhé světové války 27. května 1942 došlo k atentátu na tehdejšího zastupujícího říšského protektora a generála policie Reinharda Heydricha.

## Historie
Výtvor pokryl betonovou zeď nacházející se u tramvajové zastávky Vychovatelna. Investorem je městská část Praha 8, jež se tak zapojila do projektu organizovaném Galerií hlavního města Prahy. Téma malby vybírala odborná komise z celkem 23 návrhů. Zvolila nápad prezentovaný studentem architektury Jakubem Markem, u něhož se pochvalně vyjádřila o propojení tématu navrženého díla s historickou událostí, k níž v místě jeho instalace došlo. Slavnostní odhalení díla se uskutečnilo 22. května 2021.

## Galerie
- Přílet parašutistů do Protektorátu
- Seskok parašutistů
- Putování krajinou
- Skrývání se v nepřátelském prostředí
- Nalezení záchytného místa
- Detail zvonků s uvedením jmen jednotlivých pomocníků výsadkářům (například Jan Zelenka-Hajský či rodina Novákova)
- Nalezení vhodného místa pro atentát
- Příjezd na místo atentátu a příprava únikové cesty
- Hlídkující parašutista opřený o sloup veřejného osvětlení vyhlížející vůz s protektorem blížící se z kopce od Kobylis
- Provedení atentátu
- Vyhlazení Lidic
- Dopadení atentátníků v kryptě kostela svatých Cyrila a Metoděje
- Oběti heydrichiády